# Jakub Landovský
Jakub Landovský (* 5. září 1976 Praha) je český advokát, politolog a vysokoškolský pedagog, v letech 2015 až 2019 náměstek ministra obrany ČR, v letech 2019 až 2024 velvyslanec ČR při NATO, v letech 2024 až 2025 výkonný ředitel Aspen Institute Central Europe.

## Život
V letech 1996 až 2003 vystudoval bakalářský a následně magisterský stupeň na Institutu politologických studií Fakulty sociálních věd Univerzity Karlovy v Praze (získal titul Mgr.). Na stejné fakultě pak ještě v letech 2003 až 2011 absolvoval doktorské studium (získal titul Ph.D.), v roce 2009 úspěšně složil státní rigorózní zkoušku (získal titul PhDr.). Dále pak v letech 1999 až 2007 vystudoval Fakultu právnickou Západočeské univerzity v Plzni (získal titul Mgr.). Od roku 2014 přednáší na FSV UK v Praze.
V roce 2000 začal působit na Ministerstvu zahraničních věcí ČR – nejprve byl do roku 2002 asistentem zvláštního zpravodaje pro lidská práva v bývalé Jugoslávii Jiřího Dienstbiera st. a následně do roku 2005 asistentem velvyslance se zvláštním posláním. V letech 2005 až 2006 pracoval jako vědecký pracovník na Oregon State University v USA, krátce byl též konzultantem United Nations Development Program.
Následně v letech 2007 až 2010 radil předsedovi zahraničního výboru Poslanecké sněmovny PČR, kdy pro něj připravoval analýzy a podkladové materiály. Mezi roky 2008 a 2013 byl advokátním koncipientem v AK Marek Legal, po vykonání advokátní zkoušky se v roce 2014 stal advokátem a do roku 2015 působil v AK Landovský.
Jakub Landovský je ženatý, má tři děti. Ve volném čase se věnuje silniční cyklistice a basketbalu. Je členem České advokátní komory a Rady pro mezinárodní vztahy.
Je synem umělce a disidenta Pavla Landovského.

## Politická kariéra
Od roku 2006 byl členem České strany sociálně demokratické (od roku 2023 Sociální demokracie). V únoru 2012 zveřejnil společně s Jiřím Dienstbierem ml. výzvu Živá socdem, která kritizovala klientelistické poměry v pražské ČSSD. Během kampaně před volbou prezidenta České republiky v roce 2013 dělal Jiřímu Dienstbierovi ml. mluvčího.
V roce 2014 se stal poradcem náměstka ministra obrany ČR, kdy připravoval analýzy legislativních návrhů Ministerstva obrany ČR a jednal z pověření náměstka ministra obrany. Dne 2. března 2015 byl jmenován náměstkem ministra obrany ČR Martina Stropnického pro řízení sekce obranné politiky a strategie. Na Ministerstvu obrany ČR působil i za Karly Šlechtové a později i za Lubomíra Metnara.
V komunálních volbách v roce 2018 byl lídrem kandidátky ČSSD do Zastupitelstva hlavního města Prahy a tudíž i kandidátem strany na post primátora Prahy. Strana se však do zastupitelstva vůbec nedostala. Neuspěl ani na Praze 1. V roce 2021 přerušil své členství v ČSSD, v říjnu 2024 své členství ve straně (již přejmenované na SOCDEM) ukončil pro nesouhlas s ideovým směřováním nového vedení strany.
V srpnu 2019 skončil v pozici odborného náměstka ministra obrany ČR a stal se novým velvyslancem ČR při NATO (ve funkci tak nahradil Jiřího Šedivého). Funkci velvyslance ČR při NATO opustil na konci července 2024, nahradil jej David Konecký. Od srpna 2024 se pak po Milanu Vašinovi a Pavle Losové stal výkonným ředitelem Aspen Institute Central Europe. Tuto funkci však zastával jen do srpna 2025, kdy se vrátil na Ministerstvo obrany ČR. V Aspen Institute jej vystřídal Tomáš Klvaňa.